# عنتورة (ريمة)

تعديل مصدري - تعديل

عنتورة أو قرية عنتورة   هي إحدى قرى عزلة بني واقدالواقعة ضمن مديرية الجعفرية التابعة لمحافظة ريمة، بلغ تعداد سكانها (381) نسمة حسب تعداد اليمن لعام 2004.

## المحلات التابعة للقرية
- ذروان
- القزعة
- القتب
- الصافح
- الضبر
- العرجاء
- المراجح
- المرباء

## روابط خارجية
- الدليل الشامــل